# Grimpe urbaine

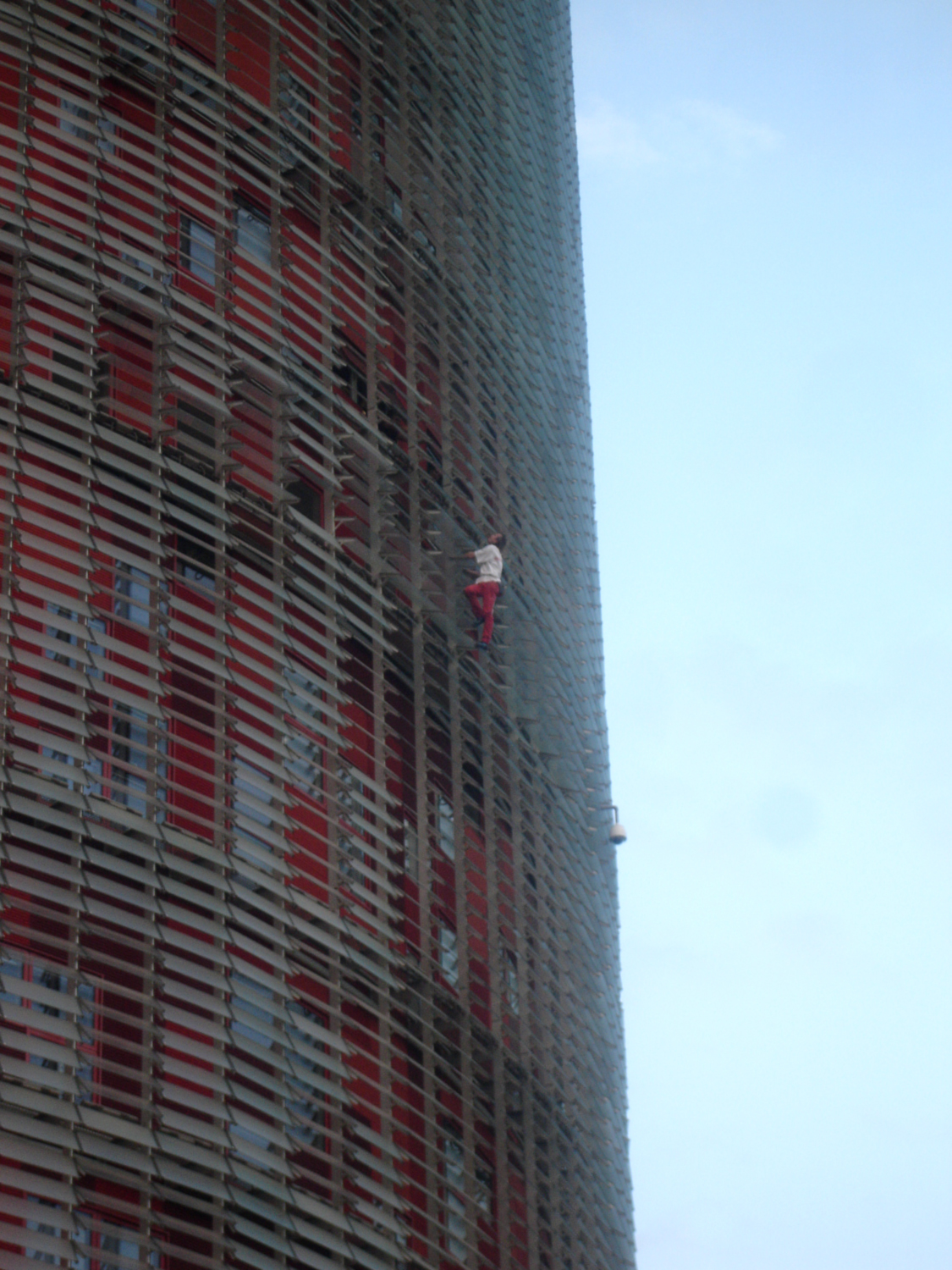
Le grimpeur français Alain Robert escaladant la tour Glòries (ex Agbar Tower) à Barcelone (2007).

La grimpe urbaine ou escalade urbaine (anglais urban climbing) est une activité sportive d'escalade, pratiquée sur la façade de bâtiments et diverses structures urbaines. Ce terme regroupe des pratiques variées, souvent réalisées hors d'un cadre légal.
Certaines pratiques sont rattachées à l'escalade en solo intégral, quand un grimpeur expérimenté escalade une haute paroi urbaine, sans corde ni protection, à l'exemple des ascensions spectaculaires de gratte-ciel par Alain Robert. 
D'autres pratiques sont assimilées à la pratique du bloc, quand le grimpeur s'essaye à des mouvements difficiles à faible hauteur. Typiquement, le grimpeur réalisera l'ascension ou la traversée d'une courte section d'un bâtiment ou d'une structure (pont, mobilier urbain), équipé de chaussons d'escalade et parfois d'un tapis de réception (crash pad). Une telle pratique d'escalade de bloc en milieu urbain (urban bouldering) constitue souvent une méthode d'entrainement en ville, à défaut de site rocheux ou de structure artificielle d'escalade, mais elle peut aussi être considérée comme une discipline sportive autonome.
D'autres pratiques peuvent être considérées comme une technique d'exploration urbaine, notamment l'escalade de nuit permettant de pénétrer discrètement dans des bâtiments à l'accès interdit (églises, bâtiments abandonnés) ou d'accéder aux toits (toiturophilie). 
Une pratique plus récente consiste à filmer des acrobaties réalisées au bord du vide (suspensions, équilibres, sauts), à l'exemple des réalisations de Mustang Wanted diffusées sur Internet.

## Histoire
En 1895, l'alpiniste britannique Geoffrey Winthrop Young entreprit d'escalader les toits de l'université de Cambridge. Si d'autres étudiants avaient grimpé à des structures de l'université auparavant, Young fut le premier à rendre compte de cette activité. Il rédigea et publia un guide d'escalade des bâtiments du Trinity College. Puis, en 1905, alors qu'il était étudiant en maîtrise, il publia un autre fascicule sur l'escalade de bâtiments, parodiant les guides d'alpinisme.
En 1905, Harry Gardiner se lança dans la grimpe urbaine. Il réussit l'ascension de plus de 700 bâtiments en Europe et en Amérique du Nord, et ce sans équipement particulier.
Entre 1915 et 1920, de nombreux gratte-ciel de New York furent escaladés par différentes personnes, dont quelques-unes qui chutèrent dans leur tentative. À partir de 1920, les autorités de la ville interdirent l'escalade de bâtiments.
En 1977, George Willig escalade la tour sud du World Trade Center à New York.
Durant les années 1980, l'Américain Dan Goodwin escalade plusieurs des plus hauts immeubles du monde, notamment le World Trade Center, la Willis Tower (Chicago), le 875 North Michigan Avenue (Chicago) et la tour CN (Toronto).
À partir des années 1990, le Français Alain Robert devient le plus célèbre grimpeur de gratte-ciel, en faisant l'ascension en solo intégral des plus hauts immeubles du monde.
Cette pratique est dangereuse et généralement illégale ; le risque de chute mortelle est réel, comme en janvier 2017 depuis le pont ferroviaire de la Mulatière, à Lyon. En août 2023, c'est le photographe de l'extrême Rémi Enigma, connu pour son escalade des plus hauts bâtiments du monde sans protection, qui meurt après une chute de 68 étages d'un bâtiment de Hong Kong.

## Pratiquants connus
- Alain Robert
- Dan Goodwin

## Dans la culture

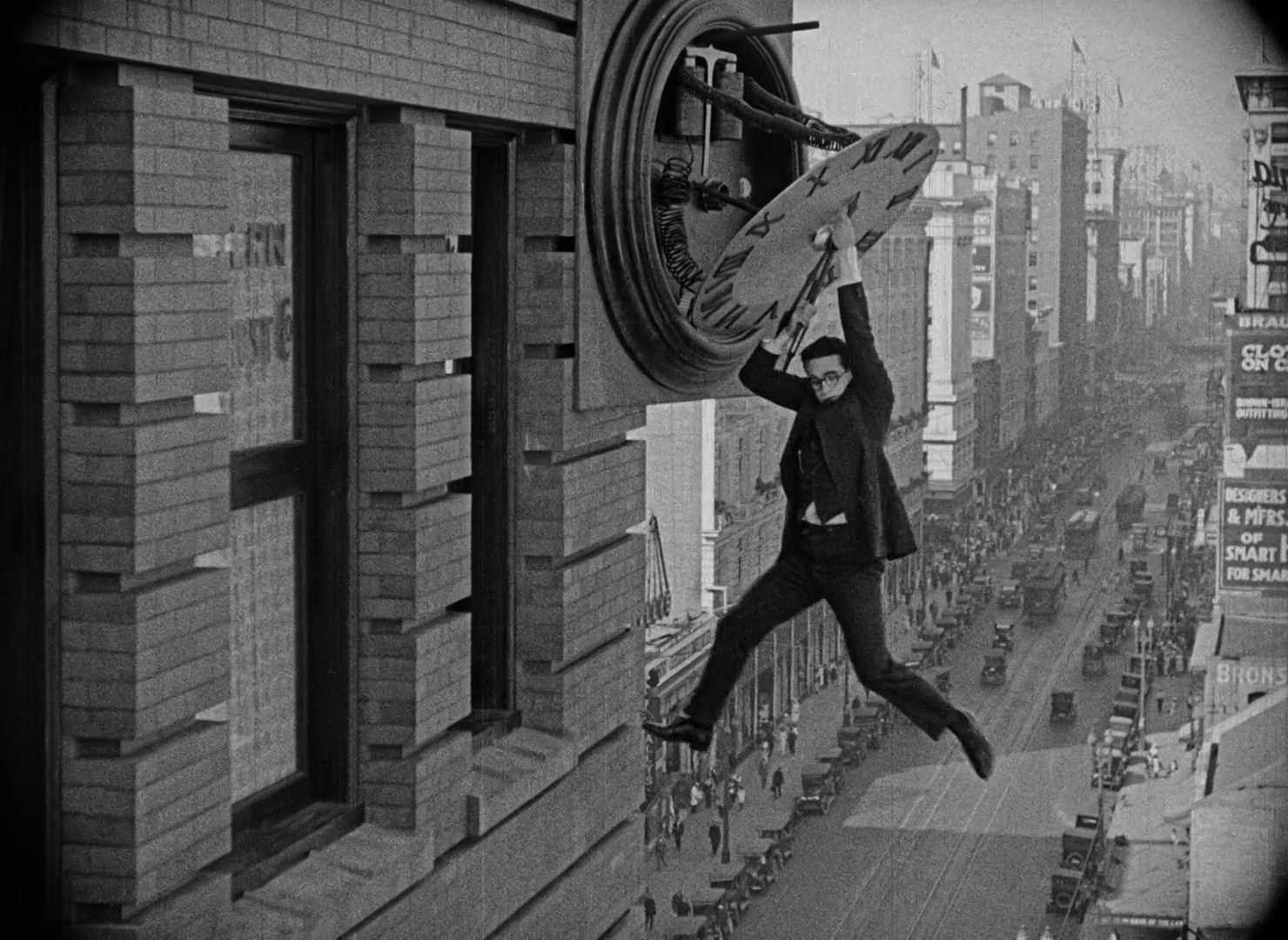
Harold Lloyd escaladant un immeuble dans Monte là-dessus !

- Dans le film Monte là-dessus ! (1923), le héros, incarné par Harold Lloyd met en place un évènement pour promouvoir le grand magasin dans lequel il travaille : un ami doit escalader l'immeuble pour impressionner le public et donner ainsi une bonne image de l'enseigne. À la suite de péripéties, le héros est contraint de grimper lui-même. Cette scène est surtout célèbre pour le passage où le personnage est pendu dans le vide en s'accrochant aux aiguilles d'une horloge.
- Le film Yamakasi (2001), qui a contribué à populariser la pratique du parkour, propose de nombreuses scènes où les personnages escaladent des bâtiments.